# Ancistrus bolivianus
Ancistrus bolivianus (Анциструс болівійський) — вид риб з роду Ancistrus родини Лорікарієві ряду сомоподібні.

## Опис
Загальна довжина сягає 9 см. Голова помірно велика. Очі маленькі, опуклі, розташовані у верхній частині голови. Тулуб помірно стрункий, вкрито кістковими пластинками. Спинний та грудні плавці великі, широкі та довгі. Черевні поступаються останнім. Жировий плавець відсутній. Анальний плавець видовжений, з короткою основою. Хвостовий плавець широкий, цільний.
Забарвлення темно-коричневе.

## Спосіб життя
Є демерсальною рибою. Вдень ховається серед рослинності та корчів. Активна в присмерку та вночі. Молоді особини живляться переважно водоростями, дорослі — перевагу віддають дрібним безхребетним.

## Розповсюдження
Мешкає у басейна річок Маморе, Бені, Мадре-де-Дьйос — в межах Болівії (звідси походить видова назва цього сома).